# Comuna Baleasne, Dîkanka
Baleasne (în ucraineană Балясне) este o comună în raionul Dîkanka, regiunea Poltava, Ucraina, formată din satele Baleasne (reședința), Marcenkî și Popivka.

## Demografie
Componența lingvistică a comunei Baleasne
     Ucraineană (96,29%)
     Rusă (2,28%)
     Alte limbi (0,5%)
Conform recensământului din 2001, majoritatea populației comunei Baleasne era vorbitoare de ucraineană (96,29%), existând în minoritate și vorbitori de rusă (2,28%).